# Tricholaena atropurpura
Tricholaena atropurpura là một loài thực vật có hoa trong họ Hòa thảo. Loài này được (Voss.) Hort. ex Vilmorin miêu tả khoa học đầu tiên năm 1895.